# Lustvattentjärnen
Lustvattentjärnen är en sjö i Dorotea kommun i Lappland och ingår i Ångermanälvens huvudavrinningsområde. Sjön har en area på 0,105 kvadratkilometer och ligger 390 meter över havet. Sjön avvattnas av vattendraget Lusbäcken.

## Delavrinningsområde
Lustvattentjärnen ingår i det delavrinningsområde (712149-153089) som SMHI kallar för Mynnar i Laiksjön. Medelhöjden är 369 meter över havet och ytan är 25,38 kvadratkilometer. Det finns inga avrinningsområden uppströms utan avrinningsområdet är högsta punkten. Lusbäcken som avvattnar avrinningsområdet har biflödesordning 5, vilket innebär att vattnet flödar genom totalt 5 vattendrag innan det når havet efter 262 kilometer. Avrinningsområdet består mestadels av skog (78 procent) och sankmarker (16 procent). Avrinningsområdet har 0,1 kvadratkilometer vattenytor vilket ger det en sjöprocent på 0,4 procent.